# Bryum rhypariocaulon
Bryum rhypariocaulon là một loài Rêu trong họ Bryaceae. Loài này được Müll. Hal. mô tả khoa học đầu tiên năm 1886.